# Jamie Parker
Pour les articles homonymes, voir Parker.
Répertoire
- Harry Potter et l'Enfant maudit : Harry Potter
- Henry IV et Henry V : Henry V d'Angleterre

Jamie Parker, né le 14 août 1979 à Middlesbrough au Royaume-Uni, est un comédien et chanteur britannique.
Il se fait surtout connaître à partir de 2016 par son interprétation de Harry Potter adulte dans la pièce de théâtre de Jack Thorne Harry Potter et l'Enfant maudit, grâce à laquelle il reçoit un Olivier Award dans la catégorie « Meilleur acteur (en) ». Il est également nommé aux Tony Awards dans la catégorie « Meilleur Acteur dans une pièce de théâtre ».
Il reçoit d'autres récompenses de théâtre, notamment grâce à son interprétation du roi Henri en 2012 dans la pièce Henri V de Shakespeare, ainsi que pour d'autres rôles notables au cinéma comme celui de Donal Scripps dans History Boys (2006), adapté par Alan Bennett d'une pièce du même nom, pour laquelle Parker était membre de la distribution d'origine, ou encore son interprétation du Lieutenant Werner von Haeften dans Valkyrie en 2008.

## Biographie

### Naissance et jeunesse
Jamie est né le 14 août 1979 à Middlesbrough (Cleveland). ll a grandi à Darlington. Il a fréquenté l'école Loretto avant de suivre une formation d'acteur à la Royal Academy of Dramatic Art (RADA), dont il est sorti diplômé en 2002,,.

### Vie privée
En 2007, il épouse l'actrice Deborah Crowe. De cette union, naquit un fils prénommé William.
L'arrière-grand-père de Parker était le footballeur anglais Alf Common.

## Carrière

### Divers rôles
De 2004 à 2006, Parker a interprété le rôle de Scripps dans la pièce d'Alan Bennett The History Boys. Il a participé à The History Boys dès la première lecture de la pièce, interprétant d'abord le rôle de Rudge, avant de prendre le rôle de Scripps dans la production théâtrale originale de Londres ainsi que dans les productions de Broadway, Sydney, Wellington et Hong Kong et dans les versions radiophoniques et cinématographiques de la pièce,,,. Parker a mis ses talents musicaux à profit dans The History Boys, en jouant du piano et en chantant dans plusieurs scènes. En 2008, il a également joué au National Theatre lors de la reprise de La Tragédie du vengeur.
Toujours en 2008, il a tenu le rôle de Werner von Haeften dans le thriller historique Valkyrie. On peut également le voir dans la production BBC/HBO de Parade's End.
En 2011, il s'est produit à Chichester dans Stoppard's Rosencrantz and Guildenstern Are Dead, aux côtés de Samuel Barnett, un autre acteur de The History Boy. La production s'est ensuite déplacée à Londres pour un engagement dans le West End. À l'automne 2012, il a tenu le rôle de Brick dans Cat on a Hot Tin Roof au West Yorkshire Playhouse (en). Au début de l'année 2013, il a joué dans Menier Chocolate Factory (en) et dans Candida (en) au Theatre Royal, Bath. Il a tenu le rôle de Mike Connor dans High Society (en) au The Old Vic de Londres. Il a également chanté plusieurs numéros lors du concert Late Night Sinatra donné par l'orchestre ohn Wilson Orchestra pendant la saison 2015 des BBC Proms au Royal Albert Hall de Londres.
En 2015, il est apparu aux côtés de ses co-stars de The History Boys dans l'adaptation cinématographique de The Lady in the Van d'Alan Bennett. Il y tient le rôle d'un agent immobilier.
De 2016 à 2018, Il a interprété le rôle de Harry Potter dans la production originale de West End Harry Potter et l'enfant maudit au Palace Theatre de Londres. Le 9 avril 2017, Parker a remporté le « Laurence Olivier Award » du meilleur acteur pour sa performance dans une pièce de théatre. Il a réitéré sa performance à Broadway au Lyric Theatre en 2018, obtenant une nomination au Tony Award du meilleur acteur dans une pièce de théâtre.
En 2023, il monte sur scène dans le rôle de Benjamin Button dans L'étrange histoire de Benjamin Button (en) au Southwark Playhouse Elephant (en) à Londres. Le spectacle a débuté le 22 mai et s'est terminé le 1ᵉʳ juillet. La production a reçu d'excellentes critiques malgré le fait que la pièce n'a pas été jouée longtemps.

### Rôles relatifs à l'univers de Shakespeare
En 2009, il a joué Oliver dans Comme il vous plaira au Théâtre du Globe.
En 2010, il est revenu pour interpréter le prince Hal dans Henry IV partie 1 et Henry IV partie 2. Ses talents musicaux ont été mis à l'honneur (brièvement) lorsqu'il a joué de la flûte à bec en bois dans une scène ayant lieu dans une taverne.
Au printemps 2012, il a effectué une tournée au Royaume-Uni dans la production du Globe d'Henry V, qui a ensuite été jouée au théâtre du Globe sur la rive sud de Londres au cours de l'été 2012, achevant ainsi sa traversée de l'arc narratif relatif au Prince Hal dans les pièces historiques de Shakespeare au Globe. Toujours en 2012, Parker a également participé à deux des six épisodes de la production par BBC Four de Shakespeare Uncovered (2012). Chaque épisode explorait et révélait le monde et les œuvres extraordinaires de William Shakespeare et l'impact toujours aussi puissant qu'ils ont aujourd'hui. La série combinait des entretiens avec des acteurs, des réalisateurs et des universitaires, ainsi que des visites de lieux clés, des extraits de certaines des adaptations cinématographiques et télévisuelles les plus célèbres, et des extraits illustratifs des pièces mises en scène spécialement pour la série au théâtre du Globe, à Londres.
Il a tenu le rôle de Hamlet dans la production de la BBC Radio 4 relative à Hamlet, dirigée par Marc Beeby. Cette production a été diffusée pour la première fois en mars 2014.
Il a également tenu le rôle de Marc Antoine dans la production de BBC Radio 4 relative à Jules César, mise en scène par Marc Beeby, et diffusée pour la première fois en juillet 2018.

## Filmographie
Sauf indication contraire, les informations mentionnées dans cette section peuvent être confirmées par la base de données cinématographiques IMDb,  présente dans la section « Liens externes ».

### Théâtre
| Année  | Titre                                    | Rôle                             | Théâtre                                               |  |
| ------ | ---------------------------------------- | -------------------------------- | ----------------------------------------------------- |  |
| 2002   | After the Dance (en)                     | Peter                            | Oxford Playhouse (en), Oxford                         |  |
| 2003   | The Coffee House                         | Eugenio                          | Chichester Festival Theatre (en), Chichester          |  |
| 2003   | Holes in the Skin                        | Dominic                          | Chichester Festival Theatre (en), Chichester          |  |
| 2003   | The Gondoliers                           | Giuseppe Palmieri                | Chichester Festival Theatre (en), Chichester          |  |
| 2003   | Between the Crosses                      | Ian                              | Jermyn Street Theatre (en), Londres                   |  |
| 2004   | Singer                                   | Différents rôles                 | Tricycle Theatre, Londres                             |  |
| 2004-6 | The History Boys                         | Scripps                          | Lyttelton Theatre, Royal National Theatre, South Bank |  |
| 2008   | La Tragédie du vengeur                   | Hippolito                        | Olivier Theatre, Royal National Theatre, South Bank   |  |
| 2009   | Comme il vous plaira                     | Oliver                           | Shakespeare's Globe, Southwark                        |  |
| 2009   | A New World: A Life of Thomas Paine (en) | Thomas Jefferson/Timothy Matlack | Shakespeare's Globe, Southwark                        |  |
| 2010   | My Zinc Bed                              | Paul Peplow                      | Royal & Derngate (en), Northampton                    |  |
| 2010   | Henri IV, partie 1                       | Henry V d'Angleterre             | Shakespeare's Globe, Southwark                        |  |
| 2010   | Henry IV, partie 2                       | Henry V d'Angleterre             | Shakespeare's Globe, Southwark                        |  |
| 2011   | Racing Demon (en)                        | Rev Tony Ferris                  | Crucible Theatre                                      |  |
| 2011   | Rosencrantz et Guildenstern sont morts   | Guildenstern                     | Chichester Festival Theatre                           |  |
| 2012   | Henry V                                  | Henry V d'Angleterre             | Shakespeare's Globe, Southwark                        |  |
| 2012   | La Chatte sur un toit brûlant            | Brick                            | West Yorkshire Playhouse (en), Leeds                  |  |
| 2013   | La Preuve                                | Hal                              | Menier Chocolate Factory (en)                         |  |
| 2013   | Candida (en)                             | Reverend James Morell            | Theatre Royal (en), Bath                              |  |
| 2014-6 | Blanches colombes et vilains messieurs   | Sky Masterson                    | Chichester Festival Theatre                           |  |
| 2014-6 | Assassins                                | Balladeer                        | Menier Chocolate Factory (en)                         |  |
| 2015   | A Little Night Music                     | Count Carl Magnus                | Palace Theatre, Londres                               |  |
| 2015   | High Society (en)                        | Mike                             | Old Vic Theatre                                       |  |
| 2016   | Harry Potter et l'Enfant maudit          | Harry Potter                     | Palace Theatre, Londres                               |  |

### Radio
| Année | Titre                  | Rôle                | Chaîne                 | Nbr d'épisodes |
| ----- | ---------------------- | ------------------- | ---------------------- | -------------- |
| 2007  | Life Class (en)        | Paul Tarrant        | BBC Radio 4            | 10 épisodes    |
| 2010  | Doctor Who - Leviathan | Wulfric             | Big Finish Productions | 2 épisodes     |
| 2012  | Frankenstein           | Victor Frankenstein | BBC Radio 4            | 2 épisodes     |
| 2014  | Orgueil et préjugés    | Mr Darcy            | BBC Radio 4            | 3 épisodes     |
| 2014  | Hamlet                 | Hamlet              | BBC Radio 4            | 5 épisodes     |

### Télévision
| Année | Titre                                             | Rôle                     | Chaîne   | Autres                                   |
| ----- | ------------------------------------------------- | ------------------------ | -------- | ---------------------------------------- |
| 2007  | American Experience                               | Philip Hamilton          |          | saison 19, épisode 15 Alexander Hamilton |
| 2007  | Maxwell (en)                                      | Farquhar                 | BBC      | téléfilm                                 |
| 2007  | Affaires non classées                             | Alan Peters              | BBC      | saison 1, épisodes 5-6                   |
| 2009  | Horne and Corden (en)                             |                          | BBC      | saison 1, épisode 4                      |
| 2010  | Van Gogh: Painted with Words                      | Theo van Gogh            | BBC      | téléfilm                                 |
| 2011  | The Hour                                          | Peter Darrall            | BBC      | saison 1, épisode 1                      |
| 2012  | Silk                                              | Captain Cassidy          | BBC      | saison 2, épisode 2                      |
| 2012  | Shakespeare Uncovered: Derek Jacobi on Richard II | Richard II d'Angleterre  | BBC Four | épisodes 3 à 6                           |
| 2012  | Shakespeare Uncovered: Jeremy Irons on the Henrys | Henry V d'Angleterre     | BBC Four | épisodes 5 à 6                           |
| 2012  | Parade’s End                                      | Lord Brownlie            | BBC Two  | épisodes 2 et 3                          |
| 2014  | Affaires non classées                             | Ben Morgan               | BBC      | saison 17, épisodes 9 à 10               |
| 2014  | Les Enquêtes de Morse                             | Dr Matthew Copley-Barnes | ITV      | saison 2, épisode 1                      |
| 2015  | Count Arthur Strong (en)                          | Aide                     | BBC      | saison 2, épisode 3 : We're Listening    |
| 2015  | Jonathan Strange & Mr Norrell                     | Grant                    | BBC      | saison 1, épisodes 3 à 5                 |
| 2015  | The Proms                                         | lui-même                 | BBC      | 30e Proms                                |
| 2022  | Becoming Elizabeth                                | John Dudley              |          |                                          |

### Cinéma
| Année | Titre               | Réalisateur                 | Rôle                |
| ----- | ------------------- | --------------------------- | ------------------- |
| 2006  | History Boys        | Nicholas Hytner             | Scripps             |
| 2008  | Walkyrie            | Bryan Singer                | Werner von Haeften  |
| 2013  | Le Weekend          | Christopher Granier-Deferre | Mike                |
| 2015  | The Lady in the Van | Nicholas Hytner             | Agent               |
| 2019  | 1917                | Sam Mendes                  | Lieutenant Richards |